# Chasing 3000
Chasing 3000 è un film del 2008 diretto da Gregory J. Lanesey.

## Trama
Un padre racconta ai suoi due figli della sua passione per il baseball e dell'avventura che in gioventù, insieme al fratello, sofferente di distrofia muscolare, ha vissuto attraversando gli Stati Uniti, dalla California fino alla Pennsylvania, per vedere il loro idolo, il giocatore dei Pittsburgh Pirates Roberto Clemente, battere la sua 3000ª battuta valida.

## Uscite internazionali
- Uscita negli USA: 16 luglio 2010